# Leopold Bloom
Leopold Bloom je glavni lik romana Uliksa irskog književnika Jamesa Joycea. Roman se većinom sastoji od njegovog lutanja Dublinom 16. lipnja 1904. Bloom je zapravo komična verzija Homerovog Odiseja, čiji je latinizirani naziv Uliks.

## Biografija
Bloom je rođen početkom 1866. kao jedini sin Rudolpha i Ellen Bloom. Njegov otac Rudolph je rođen kao Židov u mađarskom gradu Sambotelu. Emigrirao je u Irsku i prešao na protestantizam kako bi oženio Irkinju Ellen Higgins, Leopoldovu majku. Rudolph će kasnije počiniti samoubojstvo, a Leopoldu će taj čin ostaviti tragične posljedice. Bloom će u budućnosti imati problema zbog očeva židovskog porijekla.
Svoju buduću suprugu Marion Tweedy (kasnije poznatiju kao Molly Bloom) susreo je na Gibraltaru. Njezin otac, major Tweedy, bio je katolik irskog porijekla. Bloom je prešao na katolicizam da bi se oženio njome. Vjenčali su se 8. listopada 1888.Odtada su živjeli na adresi Eccles street 7 u Dublinu. Imali su jednu kćer, Milly, rođenu 1888. koja se kao petnaestogodišnjakinja osamostalila i zaposlila kod jednod fotografa, tako da više ne živi s njima.Drugo dijete bio im je sin, Rudy, koji je umro po rođenju 1893. Smrt sina bila je drugi težak udarac Leopoldu Bloomu. Nakon toga, on i Molly nisu više imali spolne odnose.
Smrt oca i sina su utjecali na njega vrlo loše, no nisu uništili njegov pozitivan karakter. Zadovoljan je sa svojim životom, nema briga, a glavni cilj mu je biti sretan. On je dobar suprug i otac, miroljubiv, dobroćudan, blag te ima potrebu da uvaži svačije mišljenje. Mnogi ga poznanici ismijavaju zbog takve osobnosti. Vrlo često je na meti izrugivanja zbog toga što mu je otac bio židov. Ne uklapa se u nacionalističko i malograđansko društvo pa stoga ima uzak krug dobrih prijatelja. Najbolje prijateljske odnose ima s kolegama s posla, a naročito s Martinom Cunninghamom. Pokazuje amatersko zanimanje za znanost, medicinu i astronomiju, ima skeptičko mišljene o Crkvi i vjeri, a u mašti je dobar ljubavnik. 
Bloom je imao problema sa zadržavanjem posla, no naposljetku je našao stalno zapošljenje kao akviziter oglasa za novine Freeman journal.

## Uliks
Radnja Uliksa prati jedan dan u njegovu životu, 16. lipnja 1904. On je središnji lik romana. Većina epizoda prate upravo njegove doživljaje, osim 1., 2., 3. i 9. (u čijem je središtu Stephen Dedalus, drugi važniji lik u djelu) i posljednje 18. koja se posvećuje njegovoj supruzi Molly.
Bloomov dan je sasvim običan, prosječan dan u životu čovjeka. Ujutro priprema bubreg za doručak, šeta gradom, posjećuje sprovod prijatelja Paddyja Dingama, odlazi na posao u novinsku reakciju, u knjižnicu, ruča u restoranu, posjećuje bar (ugostiteljski objekt) jednog hotela i pub gdje dolazi u neugodnu situaciju s čovjekom kojeg nazivaju Građanin - irskim nacionalistom. Potom odlazi na plažu, posjećuje prijateljicu u bolnici da bi oko ponoći završio u bordelu.
Tri su žene u njegovom životu tog dana ( a s nijednom od njih ne stupa u izravan kontakt): Molly, njegova supruga koja ga vara, "Martha Clifford", ime žene s kojom se dopisuje pod pseudonimom Henry Flower i Gerty Macdowell, mlada djevojka s koju promatra na plaži i kojoj se on očito sviđa.
Mnogo je značajniji njegov susret sa Stephenom Dedalusom, maldim pjesnikom i učiteljem. Na Stephena, koji je inače sin jednog njegovog prijatelja, naletjet će mnogo puta tokom dana, a konačno će se susresti nakon što mu pomogne da se oporavi od udarca zadobivenog u svađi s engleskim vojnicima u "bordelskoj" četvrti. Pozvat će ga kući na kakao i popričati s njim te će se zajedno pomokriti. U tom susretu Bloom će Stephenom nadomjestiti sina koji je umro prije jedanaest godina, a Stephen oca s kojim je u lošim odnosima.
Na kraju, Stephen odlazi kući, a Bloom u krevet k ženi.